# Oberleitungsbus Siegen
| \| \| 19,4 \| Littfeld \| Littfeld \| \| \| 15,6 \| Krombach \| Krombach \| \| \| 14,4 \| Eichen \| Eichen \| \| \| 12,8 \| Ernsdorf \| Ernsdorf \| \| \| 11,6 \| Kreuztal \| Kreuztal \| \| \| 9,9 \| Buschhütten \| Buschhütten \| \| \| 7,1 \| Dillnhütten \| Dillnhütten \| \| \| 5,6 \| Geisweid \| Geisweid \| \| \| 3,3 \| Weidenau \| Weidenau \| \| \| 4,8 \| Kaan-Marienborn \| Kaan-Marienborn \| \| \| \| Siegen Oberstadt \| \| \| \| \| \| \| \| \| 0,0 \| Siegen Bahnhof \| Siegen Bahnhof \| \| \| \| \| \| \| \| \| Trupbach \| \| \| \| \| Seelbach \| \| \| \| \| Freiheit \| \| \| \| \| Eintracht \| \| \| \| 6,8 \| Eiserfeld \| Eiserfeld \| \| \| \| \| \| \| \| 8,7 \| Niederschelden \| Niederschelden \| \| \| 9,3 \| Niederschelderhütte \| Niederschelderhütte \| \| \| 11,4 \| Eisern \| Eisern \| \| \| 13,1 \| Rinsdorf \| Rinsdorf \| \| \| 17,6 \| Wilnsdorf \| Wilnsdorf \| |      |                     |                     |
| U-Bahn-Kopfbahnhof Streckenanfang (Strecke außer Betrieb) | 19,4 | Littfeld            | Littfeld            |
| U-Bahn-Haltepunkt / Haltestelle (Strecke außer Betrieb) | 15,6 | Krombach            | Krombach            |
| U-Bahn-Haltepunkt / Haltestelle (Strecke außer Betrieb) | 14,4 | Eichen              | Eichen              |
| U-Bahn-Abzweig geradeaus und von links (Strecke außer Betrieb) · U-Bahn-Kopfbahnhof Streckenende und quer (Strecke außer Betrieb) | 12,8 | Ernsdorf            | Ernsdorf            |
| U-Bahn-Haltepunkt / Haltestelle (Strecke außer Betrieb) | 11,6 | Kreuztal            | Kreuztal            |
| U-Bahn-Haltepunkt / Haltestelle (Strecke außer Betrieb) | 9,9  | Buschhütten         | Buschhütten         |
| U-Bahn-Haltepunkt / Haltestelle (Strecke außer Betrieb) | 7,1  | Dillnhütten         | Dillnhütten         |
| U-Bahn-Haltepunkt / Haltestelle (Strecke außer Betrieb) | 5,6  | Geisweid            | Geisweid            |
| U-Bahn-Haltepunkt / Haltestelle (Strecke außer Betrieb) | 3,3  | Weidenau            | Weidenau            |
| U-Bahn-Strecke (außer Betrieb) · U-Bahn-Kopfbahnhof Streckenanfang (Strecke außer Betrieb) | 4,8  | Kaan-Marienborn     | Kaan-Marienborn     |
| U-Bahn-Strecke (außer Betrieb) · U-Bahn-Haltepunkt / Haltestelle (Strecke außer Betrieb) |      | Siegen Oberstadt    | Siegen Oberstadt    |
| U-Bahn-Abzweig geradeaus und von links (Strecke außer Betrieb) · U-Bahn-Strecke nach rechts (außer Betrieb) |      |                     |                     |
| U-Bahn-Haltepunkt / Haltestelle (Strecke außer Betrieb) | 0,0  | Siegen Bahnhof      | Siegen Bahnhof      |
| U-Bahn-Strecke von links (außer Betrieb) · U-Bahn-Abzweig geradeaus und nach rechts (Strecke außer Betrieb) |      |                     |                     |
| U-Bahn-Haltepunkt / Haltestelle (Strecke außer Betrieb) · U-Bahn-Strecke (außer Betrieb) |      | Trupbach            | Trupbach            |
| U-Bahn-Haltepunkt / Haltestelle (Strecke außer Betrieb) · U-Bahn-Strecke (außer Betrieb) |      | Seelbach            | Seelbach            |
| U-Bahn-Kopfbahnhof Streckenende (Strecke außer Betrieb) · U-Bahn-Strecke (außer Betrieb) |      | Freiheit            | Freiheit            |
| U-Bahn-Haltepunkt / Haltestelle (Strecke außer Betrieb) |      | Eintracht           | Eintracht           |
| U-Bahn-Haltepunkt / Haltestelle (Strecke außer Betrieb) | 6,8  | Eiserfeld           | Eiserfeld           |
| U-Bahn-Abzweig geradeaus und nach links (Strecke außer Betrieb) · U-Bahn-Strecke von rechts (außer Betrieb) |      |                     |                     |
| U-Bahn-Haltepunkt / Haltestelle (Strecke außer Betrieb) · U-Bahn-Strecke (außer Betrieb) | 8,7  | Niederschelden      | Niederschelden      |
| U-Bahn-Kopfbahnhof Streckenende (Strecke außer Betrieb) · U-Bahn-Strecke (außer Betrieb) | 9,3  | Niederschelderhütte | Niederschelderhütte |
| U-Bahn-Haltepunkt / Haltestelle (Strecke außer Betrieb) | 11,4 | Eisern              | Eisern              |
| U-Bahn-Haltepunkt / Haltestelle (Strecke außer Betrieb) | 13,1 | Rinsdorf            | Rinsdorf            |
| U-Bahn-Kopfbahnhof Streckenende (Strecke außer Betrieb) | 17,6 | Wilnsdorf           | Wilnsdorf           |

Der Oberleitungsbus Siegen ist ein ehemaliges Oberleitungsbus-System in der nordrhein-westfälischen Stadt Siegen sowie deren Umland. Er war nach dem Oberleitungsbus Moers zu seiner Zeit der zweitgrößte Obus-Betrieb Deutschlands, bestand vom 16. Oktober 1941 bis zum 4. Januar 1969 und ersetzte die frühere Siegener Straßenbahn. Betreibergesellschaft war in beiden Fällen die Siegener Kreisbahn GmbH.

## Geschichte
Erste Überlegungen, den Straßenbahnverkehr der Siegener Kreisbahn auf Oberleitungsbusbetrieb umzustellen, bestanden bereits 1936. Aufgrund des Materialmangels in der Zeit vor dem Zweiten Weltkrieg konnte dies allerdings nicht umgesetzt werden.
In den Kriegsjahren wurden nur einige Omnibuslinien auf den Oberleitungsbusbetrieb umgestellt. Es wurden folgende Strecken elektrifiziert:
- 16. Oktober 1941: 8,7 Kilometer von Siegen Bahnhof über Eiserfeld nach Niederschelden
- 16. Februar 1942: 0,6 Kilometer von Niederschelden nach Niederschelderhütte
- 28. Dezember 1942: 4,6 Kilometer von Eiserfeld nach Eisern
- 3. April 1943: 1,7 Kilometer von Eisern nach Rinsdorf
- 3. Mai 1944: 4,8 Kilometer von Siegen Bahnhof über die Oberstadt nach Kaan-Marienborn
- 1. August 1944: 7,8 Kilometer von Kreuztal über Eichen und Krombach nach Littfeld

Am 20. Dezember 1944 war die Eröffnung des 0,5 Kilometer langen Abschnittes in die Giersbergstraße geplant. Nachdem schon Probefahrten absolviert waren, wurde die Strecke aufgrund der schweren Bombenschäden nie in Betrieb genommen. Die 1944 ebenfalls noch im Bau befindliche Strecke auf den Heidenberg wurde nie fertiggestellt.
Nachdem der Betrieb hier am 15. März 1945 eingestellt wurde, begann ab dem Sommer 1945 schrittweise die Wiederinbetriebnahme:
- 16. Juli 1945 von Eisern nach Rinsdorf
- 1. November 1948 von Siegen Bahnhof über Eintracht und Eiserfeld nach Rinsdorf
- 1. November 1948 von Siegen Bahnhof über Eintracht und Eiserfeld nach Niederschelderhütte
- 1. Oktober 1949 von Siegen Bahnhof über Seelbach nach Freiheit
- 1. Oktober 1949 von Kreuztal über Eichen und Krombach nach Littfeld

In den folgenden Jahren wurden einige Strecken neu gebaut und in Betrieb genommen oder auf den Oberleitungsbus umgestellt:
- 3. Juni 1951: 4,5 Kilometer von Rinsdorf nach Wilnsdorf
- 30. Mai 1952: 11,6 Kilometer von Siegen Bahnhof über Weidenau, Geisweid und Buschhütten nach Kreuztal
- 30. Mai 1952: 1,2 Kilometer von Kreuztal nach Ernsdorf

Nachdem damit mit 46,2 Kilometern Strecke und 74,1 Kilometern Linienlänge 1952 die maximale Ausdehnung erreicht war, begann ab 1958 die sukzessive Einstellung des Oberleitungsbusbetriebes. Nach der 1958 erfolgten Einstellung der Strecke nach Kaan-Marienborn wurden noch folgende sechs Linien elektrisch betrieben:
| Linie 1  | Siegen Bahnhof–Weidenau–Geisweid–Buschhütten–Langenau–Kreuztal–Ernsdorf       |
| Linie 2  | Geisweid–Weidenau–Siegen Bahnhof–Eiserfeld–Niederschelden–Niederschelderhütte |
| Linie 3  | Geisweid–Weidenau–Siegen Bahnhof–Eiserfeld–Eisern                             |
| Linie 12 | Siegen Bahnhof–Eiserfeld–Eisern–Rinsdorf–Wilnsdorf                            |
| Linie 13 | Siegen Bahnhof–Freiheit                                                       |
| Linie 14 | Kreuztal–Eichen–Krombach–Littfeld                                             |

Ab 1959 wurde das Netz wie folgt weiter reduziert:
- 28. Juni 1959: Linie 13
- Juli 1962: Eiserfeld–Eisern–Rinsdorf–Wilnsdorf (Linie 12)
- Januar 1963: Siegen Bahnhof–Eiserfeld–Niederschelden-Niederschelderhütte (Linie 2)
- 1. August 1963: Linie 14
- 4. Januar 1969: Siegen Bahnhof–Weidenau–Geisweid–Buschhütten–Langenau–Kreuztal–Ernsdorf (Linie 1)

## Fahrzeuge
In Siegen kamen unter anderem Oberleitungsbusse der Typen ÜHIIIs (13 Wagen, Nummern 51 bis 63) und HS 160 OSL-G zum Einsatz, eine Besonderheit war der Einsatz französischer Vetra-Obusse.